# 이재복
이재복(李在福, 1947년 3월 27일 ~ 2009년 12월 7일)은 대한민국의 정치인이다. 
금화개발 대표, 한나라당 경상남도당 부위원장, 덕산장학회 이사장을 역임하였고, 2006년 7월부터 2009년 12월까지 경상남도 진해시장으로 재직 중 폐암으로 투병하다가 2009년 비리혐의 재판을 앞두고 별세했다. 그는 마지막 진해시장이었다.

## 학력
- 진해도천초등학교
- 개성중학교
- 부산상업고등학교
- 성균관대학교 불어과 학사

## 가족
- 조부 : 이동개 (항일 독립운동가)
- 부친 : 이상인 (경남도의원)
- 모친 : 김동련

## 역대 선거 결과
|  | 65.63% |

|  | 27.84% |

|  | 51.81% |